# دافيد أدي
دافيد أدّي (بالإنجليزية: David Addy)‏ (21 فبراير 1990 غانا - ) هو لاعب كرة قدم غاني، يلعب كمدافع.

## وصلات خارجية
دافيد أدي على موقع الاتحاد الدولي (مؤرشف)  (الإنجليزية)
- دافيد أدي على موقع قاعدة بيانات كرة القدم.إي يو (الإنجليزية)
- دافيد أدي على موقع ناشيونال فوتبول تيمز (الإنجليزية)
- دافيد أدي على موقع Soccerway.com (الإنجليزية)
- دافيد أدي على موقع عالم كرة القدم.نت (الإنجليزية)
- دافيد أدي على موقع AS.com (الإسبانية)